# Абу Саїд Усман I
Абу Саїд Усман I ібн Ягмосаран (араб. أبو سعيد عثمان بن يغمراسن; д/н — 5 червня 1303) — 2-й султан Держави Заянідів у 1283—1303 роках.

## Життєпис
Син султана Ягмосарана. З 1270-х років брав активну участь у державних справах і військових походах. 1282 року оженився з донькою хафсідського володаря Абу Ісхака Ібрагіма I.
1283 року після смерті батька успадкував трон. Невдовзі уклав мирний договір з марокканським султаном Абу Юсуф Якубом. 1286 року відмовився визнавати зверхність сина останнього Абу Якуб Юсуфа.
Скористався з боротьби за владу в державі Хафсидів з Іфрікії задля зменшення залежності від неї. 1285 року таємно підтримав у Беджаї заколот Ях'ї ібн Ібрагіма проти хафсидського халіфа Абу Хафса Умара I. Втім у 1287 році підтримав останнього взявши в облогу Беджаю, де залишилася залога Ях'ї, що перед тим отаборився в Триполітанії. Перед тим того ж року завдав поразки берберським племенам маграва і туджин в долині річки Шеліфф, які охороняли кордони Хафсидів. Все це дозволило зрештою позбавитися загрози з боку Хафсидів. 1289 року захопив у маграва місто Тенес та місто Медеа в туджин.
Водночас активно протистояв Маринідам з Марокко. 1288 року прийняв повсталого сина султана Абу Якуб Юсуфа — Абу Аміра. 1289 року, коли султан Марокко замирився з сином, то став вимагати від Абу Саїд Усмана I видачі прихильників Абу Аміра, що сховалися в Тлемсені. Проте той відмовився це робити. У відповідь маринідське військо і флот 1290 року взяли в облогу Тлемсен, але не мали успіху. Того самого року виступив проти берберів-маграва (союзників Маринідів), яким завдав поразки, змусивши визнати свою зверхність.
У 1290—1291 роках здійснив успішний похід проти берберів-туджин, підкоривши їх. До 1294 року просунув кордони держави до Беджаї і Костянтини, які втім залишилися під владою Хафсидів.
1291 року долучився до антимаринідської коаліції у складі Кастилії, Арагону та Гранадського емірату. Втім вторгнення заянідського війська та допомога повсталим берберам у Ер-Рифі не мали успіху. У відповідь Маринідське військо 1295 року розпочало військову кампанію проти Абу Саїд Усмана I. До 1296 року він втратив міста Таурірт, Уджду, Таунт, Недрому. В травні 1299 року ворог розпочав облогу Тлемсену. Разом з тим усі володіння заянідів опинилися під владою Маринідів. Тримався лише Тлемсен. Абу Саїд Усман I помер від інсульту 1303 року під час облоги. Йому спадкував син Абу Заян I.